# Abrostola trigemina
Abrostola trigemina là một loài bướm đêm trong họ Noctuidae.